# Кучмачи

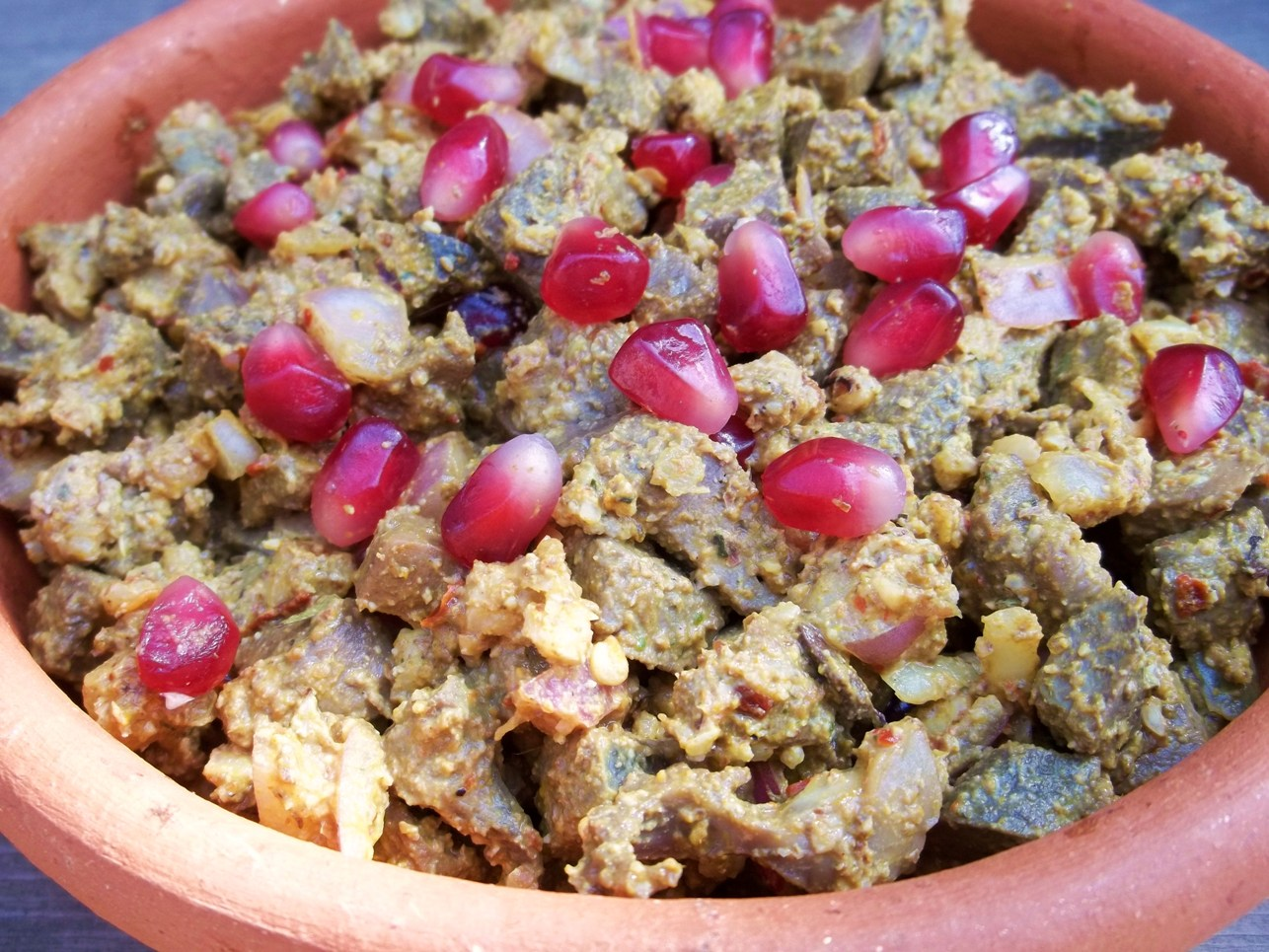
Кучмачи

Кучмачи (груз. კუჭმაჭი) — традиционное грузинское блюдо из потрохов, одна из наиболее известных грузинских горячих закусок.
В качестве основного сырья выступают сердце, печень и желудки кур и уток, но могут также использоваться и телячьи субпродукты. Помимо потрохов в рецепте используется кинза, зёрна граната, перец чили, чеснок, сушёный базилик, красное сухое вино и семена кориандра.
Блюдо подаётся горячим.